# Nikolaj Džumagalijev
Nikolaj Jespolovič Džumagalijev (kazašsky Николай Жұмағалиев, rusky Николай Есполович Джумагалиев; * 15. listopadu 1952) je sovětský sériový vrah známý jako „železný tesák“  odsouzený za zabití sedmi lidí v Kazašské SSR mezi lety 1979 a 1980.
Džumagalijev zabil a snědl nejméně devět lidí. Za oběti si vybíral většinou ženy z okolí Alma-Aty. Avšak má se za to, že než byl uvězněn zabil více lidí. Byl shledán nepříčetným a izolován v psychiatrické léčebně, odkud však v roce 1989 uprchnul. O dva roky později byl chycen a trest si odpykává dosud.

## Mládí
Narodil se 15. listopadu 1952 ve vsi Uzynagaš v Kazašské SSR kazašskému otci a běloruské matce. Byl jediným synem, třetím ze čtyř dětí. Po skončení deváté třídy nastoupil na dopravní školu a po maturitě byl přidělen na práci do Atyrau. Když mu v roce 1970 bylo osmnáct, byl odveden do Sovětské armády. Sloužil u protichemické jednotky v Samarkandu v Uzbecké SSR. Když mu skončila základní služba, chtěl se stát řidičem a také se přihlásil na vysokou školu; ani v jednom neuspěl. Pak cestoval po Sovětském svazu, viděl Ural, Sibiř, přijel do Murmansku, příležitostně pracoval jako námořník, elektrikář a buldozerista. V roce 1977 se vrátil do Uzynagaše, pracoval jako hasič a tehdy se nakazil syfilidou a trichomoniázou.

## První vražda
S velikou pečlivostí připravoval první vraždu. V lednu 1979 zavraždil ženu na polní cestě nedaleko rodné vsi. Při vyšetřování vypověděl: 
Lov se mi vždycky líbil, ale tohle bylo poprvé, kdy jsem lovil ženu. Šel jsem po silnici Uzynagaš–Majbulak, uviděl jsem nějakou mladou ženu. Šla sama. Cítil jsem, jak ve mě všechno buší a vrhnul se na ni. Když uslyšela kroky, otočila se, ale popadl jsem ji za krk a táhnul na skládku. Začala se bránit, tak jsem jí nožem proříznul hrdlo.
Tělo zavražděné bylo nalezeno 25. ledna 1979. Začalo vyšetřování, ale vrah nebyl dopaden.

## Další vraždy a první uvěznění
V roce 1979 Džumagalijev spáchal dalších pět vražd. Až 21. srpna v opilosti náhodou postřelil kamaráda hasiče a byl zatčen. V Serbského ústavu mu byla diagnostikována schizofrenie. Za necelý rok byl propuštěn a vrátil se do Uzynagaše. Po návratu spáchal další tři vraždy.
Osudnou se mu stala devátá vražda. Do svého domu pozval pár přátel a jejich přítelkyně. Jednu z nich zabil a začal ji ve vedlejší místnosti rozřezávat. Když hosté do místnosti nahlédli, zděšeně utekli z domu a nahlásili vraždu policii. Policisté nalezli kanibala na kolenou pocákaného krví. Byli v šoku, což umožnilo Džumagalijevovi prchnout. Utekl do hor nahý, pouze se sekerou v ruce. Následujícího dne, 19. prosince 1980, byl zatčen spolu se svým příbuzným.
Soudní proces začal 3. prosince 1981. Protože již dříve byla Džumagalijevovi diagnostikována schizofrenie, byl znovu prohlášen nepříčetným a odeslán k ústavní léčbě do specializovaného zařízení, kde strávil osm let.
Současně s Džumagalijevovými zločiny zabíjel v okolí Kišiněva Alexandr Skrynnik. Vraždil ženy a rozřezával jejich těla, části přinesl svému příteli. Hlavu jedné z obětí ukázali v televizi. V Kišiněvu se šířily zvěsti, že lidojed Džumagalijev přišel do moldavského hlavního města. Ale pak byl Skrynnik za zločiny odsouzen k trestu smrti a popraven.

## Útěk
29. srpna 1989 Džumagalijev utekl z automobilu, který jej převážel do běžné psychiatrické léčebny. Dlouho putoval po Sovětském svazu a podle některých zpráv se dopustil řady vražd v Moskvě a v Kazachstánu. Teprve o dva roky později byl zatčen a vrátil se do psychiatrické léčebny.